# Тагуті Йосінорі
Йосінорі Тагуті (яп. 禎則 田口, нар. 14 вересня 1965, Сайтама, Японія) — японський футболіст, що грав на позиції захисника.
Виступав, зокрема, за клуби «Йокогама Флюгелс» та «Урава Ред Даймондс».

## Ігрова кар'єра
У дорослому футболі дебютував 1989 року виступами за команду клубу «Йокогама Флюгелс», в якій провів три сезони, взявши участь у 43 матчах чемпіонату. 
Протягом 1993 року захищав кольори команди клубу «Санфречче Хіросіма».
1994 року перейшов до клубу «Урава Ред Даймондс», за який відіграв 4 сезони.  Більшість часу, проведеного у складі «Урава Ред Даймондс», був основним гравцем захисту команди. Завершив професійну кар'єру футболіста виступами за команду «Урава Ред Даймондс» у 1998 році.
У складі збірної Японії був учасником Кубка Азії 1988.